# Dewiacje na wakacje
Dewiacje na wakacje – czwarta studyjna płyta zespołu Sztywny Pal Azji wydana w 1993 roku nakładem wytwórni Eska.

## Lista utworów
źródło:.
1. „Jest dobrze, jest miło” (J. Kisiński) – 3:55
2. „Opowiem Ci” (L. Nowak - J. Kisiński) – 3:10
3. „Kolor czerwony” (L. Nowak - J. Kisiński) – 3:50
4. „Agresja i gniew” (L. Nowak - J. Kisiński) – 2:22
5. „Żeby żyć” (J. Kisiński) – 2:16
6. „Dewiacje na wakacje” (J. Kisiński) – 3:17
7. „Turururum” (J. Kisiński) – 4:21
8. „Ania, rodzice i ustawa” (Z. Heflich - J. Kisiński)  – 3:19
9. „Błazen i król” (L. Nowak - J. Kisiński) – 3:41
10. „Zawsze i wszędzie” (J. Kisiński) – 5:33
11. „Kochałem Cię” (L. Nowak - J. Kisiński) – 5:06
12. „Strzelec i rak” (J. Kisiński) – 4:02

bonus MTJ 2011
1. „Biały” (J. Kisiński) – 4:06
2. „Tango (wersja francuska)” (L. Nowak - J. Kisiński) – 2:22
3. „Łoże w kolorze czerwonym (wersja akustyczna)” (L. Nowak - J. Kisiński) – 4:40
4. „Oj, maluśki, maluśki” (z zespołem De Mono, Pawłem Kukizem i Jackiem Skubikowskim) – 6:03

## Muzycy
źródło:.
- Jarosław Kisiński – gitara akustyczna, gitara, śpiew
- Leszek Nowak – śpiew, gitary, fortepian
- Zbigniew Ciaputa – perkusja
- Zbigniew Heflich – gitara basowa